# Gewog di Nyisho
Il gewog di Nyisho è uno dei quindici raggruppamenti di villaggi del distretto di Wangdue Phodrang, nella regione Centrale, in Bhutan.